# Biblioteca universitaria di Pavia

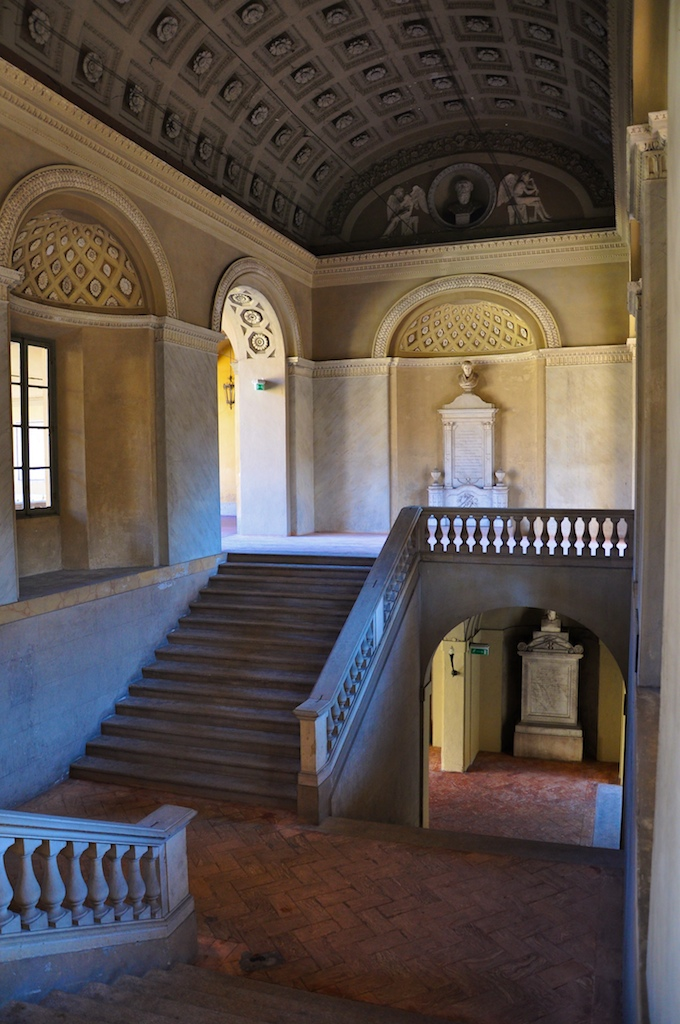
La scalone che porta alla Biblioteca

La Biblioteca universitaria di Pavia appartiene allo Stato e dipende dalla Direzione Generale Biblioteche e Istituti Culturali, afferente al Ministero della cultura, e conta un patrimonio librario di oltre 509 811 volumi.
Tra i maggiori sottoinsiemi dell'ingente patrimonio ricordiamo: i 1 404 manoscritti, i 13 220 autografi, i 702 incunaboli, le 7 000 cinquecentine, le oltre 6 669 testate di periodici, le 1 153 pergamene, le 3 592 stampe, le 8 240 grida e le 1 287 carte geografiche.

## Storia
L’origine della Biblioteca è legata alla riforma del sistema d’istruzione pubblica e universitaria voluta dall’imperatrice Maria Teresa a partire dalla seconda metà del XVIII secolo. La Biblioteca fu istituita nel 1754, in supporto delle attività dell’Università; inizialmente, era collocata presso il collegio Ghislieri, dove, nel 1763, Gregorio Fontana, il primo direttore, fece sistemare i libri. Qui la Biblioteca fu aperta al pubblico nel 1772 e il suo patrimonio librario era di circa 10 000 volumi. Inoltre, con Gregorio Fontana, per assicurare l’aggiornamento scientifico degli studenti dell’Ateneo, iniziò l’acquisizione di periodici e atti di accademie, quali Philosophical Transactions, Journal des Sçavants, gli atti della Prussiana Societas Regia Scientiarum, gli atti dell'Accademia di San Pietroburgo e dell’American Philosophical Society, dando così vita a una raccolta molto preziosa per gli studiosi delle scienze. Il trasferimento nella sede attuale, all’interno del palazzo centrale dell’Università, avvenne solo nel 1778, quando fu ultimato il salone dell’Imperial Regia Biblioteca Ticinense, comunemente detto Teresiano, in onore all’imperatrice. Alla Biblioteca, per volere della sovrana, giunsero libri da varie fonti: inizialmente, pervennero i volumi doppi delle biblioteche di Brera e Imperiale di Vienna, poi le biblioteche acquisite dal governo, quali quelle di Albrecht von Haller, di Carlo Giuseppe di Firmian e Carlo Pertusati, che furono divise tra la Biblioteca pavese e la Braidense. La soppressione di numerose congregazioni arricchì ulteriormente il patrimonio della Biblioteca, perché a essa furono attribuite dallo Stato le raccolte librarie di tali enti ecclesiastici. Ulteriori apporti giunsero poi tramite legati testamentari e, dal 1802, grazie al “diritto di stampa”. A ogni tipografo attivo nella Repubblica Italiana prima e nel Regno d’Italia poi si prescriveva il deposito obbligatorio in biblioteca di una copia per ogni documento stampato. Con l’entrata in vigore della nuova disciplina, la Biblioteca poté quindi incamerare tutte le pubblicazioni del Regno d’Italia, il che rese ancora più ampia e diversificata la sua offerta libraria. Durante la Restaurazione, l’obbligo di deposito ricadde su tutte le pubblicazioni del Regno Lombardo-Veneto, tanto che, nel 1820, il patrimonio librario della biblioteca ammontava a oltre 50 000 volumi. Con l’unità d’Italia, diversamente dalla Biblioteca Braidense, la Biblioteca universitaria pavese perse il “diritto di stampa”, che le venne nuovamente riattribuito solo nel 1939, ma solo per le pubblicazioni stampate all’interno della provincia di Pavia. Anche la dote stanziata dal governo per l’acquisto di libri diminuì fortemente al passaggio dall’amministrazione austriaca a quella italiana. Sempre negli stessi anni mutò anche il rapporto tra la Biblioteca e l’Università, che divenne meno diretto, sia a causa delle nuove disposizioni governative sia per la creazione delle biblioteche di facoltà; per tale ragione, pur mantenendo il nome di "Biblioteca universitaria", l’istituto svolge ora solo in parte la sua funzione originaria di supporto all’Università.

## La sede

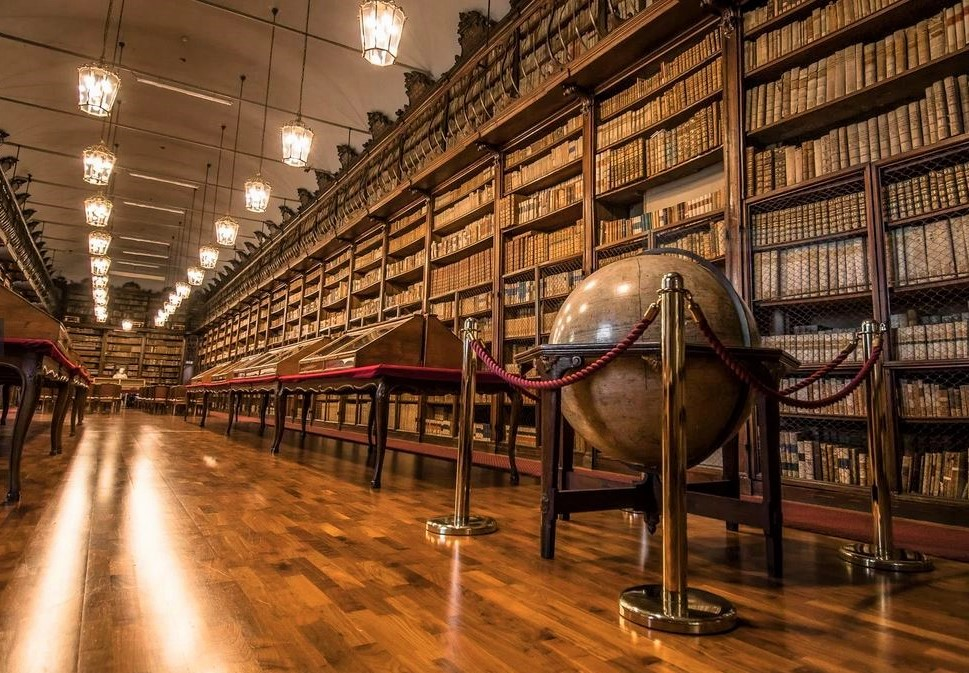
Il salone Teresiano con in primo piano il mappamondo di Vincenzo Rosa (1793).

La Biblioteca ha sede nel palazzo centrale dell’Università, riorganizzato tra il 1771 e il 1782 da Giuseppe Piermarini. Superato lo scalone d’onore, realizzato su progetto di Giuseppe Marchesi tra il 1822 e il 1823, si ha accesso all’atrio d’ingresso, a destra del quale si apre il nucleo originario della Biblioteca, il salone Teresiano. Ideato da Giuseppe Piermarini, l’ambiente è attraversato su ogni parete da un ballatoio con ringhiera bombata. Le scaffalature settecentesche che ricoprono interamente l’ambiente conservano circa 45 000 volumi, un tempo divisi, come indicato nelle cimase che li coronano, dalle classi nelle quali, alla fine del XVIII secolo, veniva diviso il sapere. Nel salone si trova il busto marmoreo di Giuseppe Frank, docente di medicina presso l’Ateneo dal 1785 al 1796, che lasciò alla Biblioteca i suoi libri e un cospicuo fondo destinato all’acquisto di opere e periodici di medicina e una grande mappamondo realizzato da Vincenzo Rosa nel 1793. Intorno al 1820 il salone Teresiano era ormai insufficiente a conservare la mole di volumi e periodici che via via giungevano alla b
Biblioteca e per tale ragione il governo austriaco fece realizzare, a sinistra dell’atrio d’ingresso, tre nuove sale, dalla struttura più sobria rispetto al grande salone Teresiano, ma tutte caratterizzate da soffitti a volta, imponenti scaffalature lignee e boiserie e tutti questi ambienti sono attraversati, in tutta la loro lunghezza, da ballatoi in legno. La sala Bibliografia conserva dizionari, repertori e cataloghi che gli utenti possono consultare liberamente e ha uno spazio riservato a sala studio, la sala Lettura mette a disposizione dei lettori quotidiani, riviste, periodici soprattutto di diritto, filologia, letteratura, storia, filosofia e letteratura straniera e anch’essa una parte riservata a sala studio, mentre la sala Riservata e dedicata alla consultazione di manoscritti, incunaboli, opere di pregio, documenti e microfilm e nei suoi scaffali sono conservati volumi esclusi dal prestito per la loro rarità o antichità riguardanti varie discipline (storia, geografia, arte, letteratura, religione, numismatica, musica e diritto).

## Le raccolte librarie

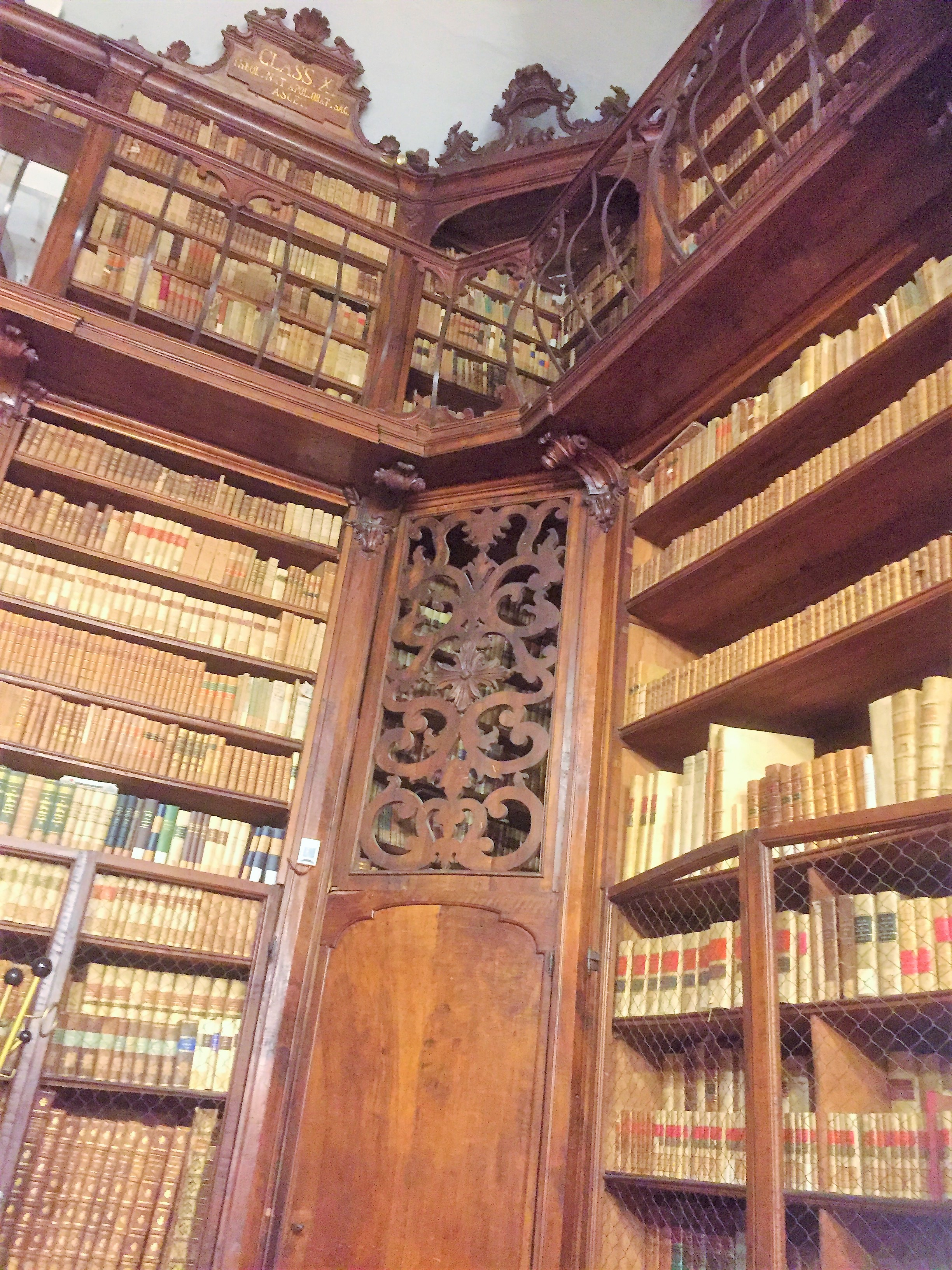
Dettaglio delle librerie settecentesche.

La Biblioteca conserva trentasette fondi librari e archivistici, da basso una rapida presentazione di quelli più significativi. Voluta dal primo direttore, il matematico Gregorio Fontana, con l’intento di dar origine a una vasta raccolta di giornali scientifici e atti di accademie per la formazione e l’aggiornamento di professori e studenti e la Raccolta di atti accademici che raccoglie atti, memorie e periodici di oltre cinquecento accademie italiane e straniere, come il Philosophical Transactions of the Royal Society inglese, gli Atti dell’Accademia delle Scienze di San Pietroburgo, gli Atti dell’Accademia delle Scienze di Berlino o i resoconti dell’American Philosophical Society, istituzione fondata a Filadelfia nel 1743 da Benjamin Franklin.
Carlo Giuseppe di Firmian, governatore della Lombardia Austriaca, fu un grande bibliofilo, tuttavia, alla sua morte avvenuta nel 1782, gran parte della sua biblioteca, formata da oltre 40 000 volumi, venne messa all’asta per saldare i suoi creditori. Alcune di queste opere furono acquistate dalla Biblioteca Universitaria e dalla Braidense, anche se, purtroppo, molti volumi di pregio non furono venduti dai creditori del defunto alla due biblioteche pubbliche. Il fondo Firmian conserva circa 5 000 volumi, scritti in latino, italiano, francese e tedesco, per lo più risalenti al XVIII secolo, anche se nella raccolta non mancano incunaboli e cinquecentine. La maggioranza dei testi sono di argomento storico e geografico (circa 2 000), ma non mancano opere di diritto e politica (1 000), argomento teologico e religioso (circa 800), filosofia (400) e scienze naturali e medicina (300).
Il conte Carlo Pertusati (Milano, 1674-1755), esponente di punta dei maggiori cenacoli intellettuali lombardi, che aveva trascorso buona parte della propria vita a nutrire una biblioteca privata di cui già i contemporanei raccontavano mirabilia. Alla sua morte, l’erede decise di vendere la preziosa biblioteca e prese quindi contatti con la corte di Parma, ma, grazie all’intervento del governatore Carlo Giuseppe di Firmian, la Congregazione di Stato della Lombardia Austriaca stanziò 240 000 lire e 500 zecchini per l’acquisto della biblioteca, impedendo così che essa lasciasse il territorio lombardo. Per volere di Maria Teresa, i volumi furono poi divisi tra la Biblioteca Universitaria (fondo Pertusati) e la Braidense di Milano.

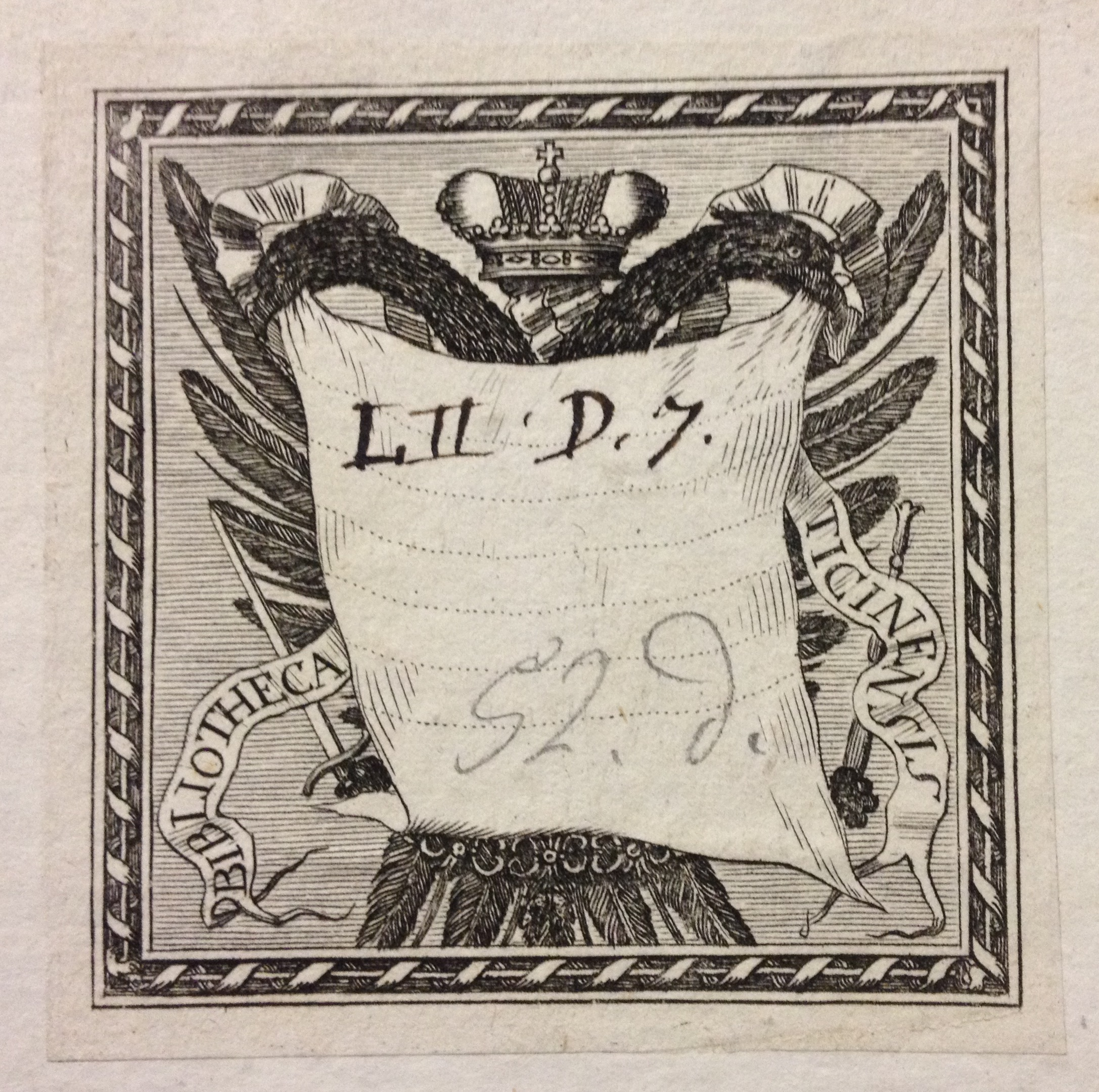
Etichetta settecentesca apposta a un volume della biblioteca.

Il fondo Monastico fu formato tra fine la fine del Settecento e i primi anni del secolo successivo con i libri giunti da enti ecclesiastici pavesi soppressi in quegli anni, in particolare delle biblioteche dei conventi dei Barnabiti di Canepanova, dei Serviti di San Primo e Feliciano e dei Frati Minori di Santa Croce. Riordinati nel 1810 de Elia Giardini, esso comprende 867 opere, tra le quali vi sono anche molti incunaboli, il più antico dei quali è quello dei Sermones quadragesimales de legibus fratris Leonardi de Utino sacre theologie doctoris ordinis predicatorum di Leonardus de Utino, stampato a Venezia da Francisco Hailbrum e Nicola da Francoforte nel 1473. Parte del fondo Monastico ha dato origine nel 1848 alla Raccolta degli incunaboli, gran parte di essi confluiti dalle biblioteche della Certosa di Pavia e del monastero di San Pietro in Ciel d'Oro, che conserva anche volumi di grande pregio e rarità come l'Opera di Lattanzio stampata a Roma nel 1468 da Sweynheym e Pannartz e l'Hypnerotomachia Poliphili di Francesco Colonna, stampato a Venezia nel 1499 da Aldo Manuzio.
Pier Vittorio Aldini (Cesena 1773- Pavia 1842) fu docente di archeologia, numismatica e diplomatica presso l’Università e rettore dal nel 1836-37 e, intorno al 1830, decise di vendere la sua grande raccolta di manoscritti. Il direttore della biblioteca, Luigi Lanfranchi, conoscendo l’alta importanza della raccolta, formata da 583 codici, molti dei quali miniati, ottenne dal governo austriaco un contributo straordinario per l’acquisto della collezione, dando così origine al fondo Aldini. Il fondo è formato da 583 manoscritti, diversi dei quali provenienti dalla biblioteca di San Pietro in Ciel d'Oro, di argomento diverso (anche se molti sono di carattere religioso) e datati dall’XI al XIX secolo. Tra le opere più antiche vi è la trascrizione dell'Enchiridion di Sant’Agostino risalente all’XI secolo o una Miscellanea armena di testi di Aristotele databile tra XI e XIV secolo, ma vi sono anche manoscritti musicali, come uno francese del XV secolo, manoscritti storici, come il cinquecentesco Historia rerum mediolanensium, erbari, tra i quali uno del XIV secolo e un altro, quattrocentesco, con riproduzioni di fiori ed erbe ottenute con il metodo illustrato da Leonardo da Vinci nel Codice atlantico. Il fondo custodisce anche un codice miniato del XV secolo proveniente dalla Biblioteca Visconteo Sforzesca ospitata, fino al 1500, nel castello Visconteo, nel quale sono trascritti I Trionfi di Francesco Petrarca.
Albrecht von Haller (Berna 1708-1777), docente di anatomia, botanica e chirurgia a Gottinga, clinico di fama, prolifico autore di trattati medici e occasionalmente anche di versi, fondatore della moderna fisiologia. Sopra ogni altra cosa, von Haller era uomo imbevuto d’una cultura d’aspirazioni enciclopediche; fu quindi nel segno dell’erudizione e della bibliofilia che von Haller assemblò la sua ragguardevolissima raccolta. Alla sua morte, il fondo fu messo all’asta dagli eredi ed acquistato nel 1778 dall’imperatore Giuseppe II. I volumi di von Haller furono divisi tra la biblioteca Universitaria, la Braidense, e quelle di Mantova, Cremona e Lodi. Il fondo van Haller è formato da 3.000 volumi (stampati tra il 1505 e il 1775) e più di 3.000 dissertazioni scientifiche. Molti dei volumi presenti nel fondo sono doppioni di quelli conservati, nell’omonimo fondo della Braidense, con alcune eccezioni, come il Medicinarius di Hieronymus Brunschwig, pubblicato a Strasburgo nel 1505 e l'lsagoge di Jacopo Berengario, stampato a Bologna nel 1522, inoltre, solo a Pavia giunsero i testi fondamentali dell’embriologia settecentesca, come i lavori di Antoine Maitrejan, Daniel Tauvry e Caspar Friedrich Wolff.

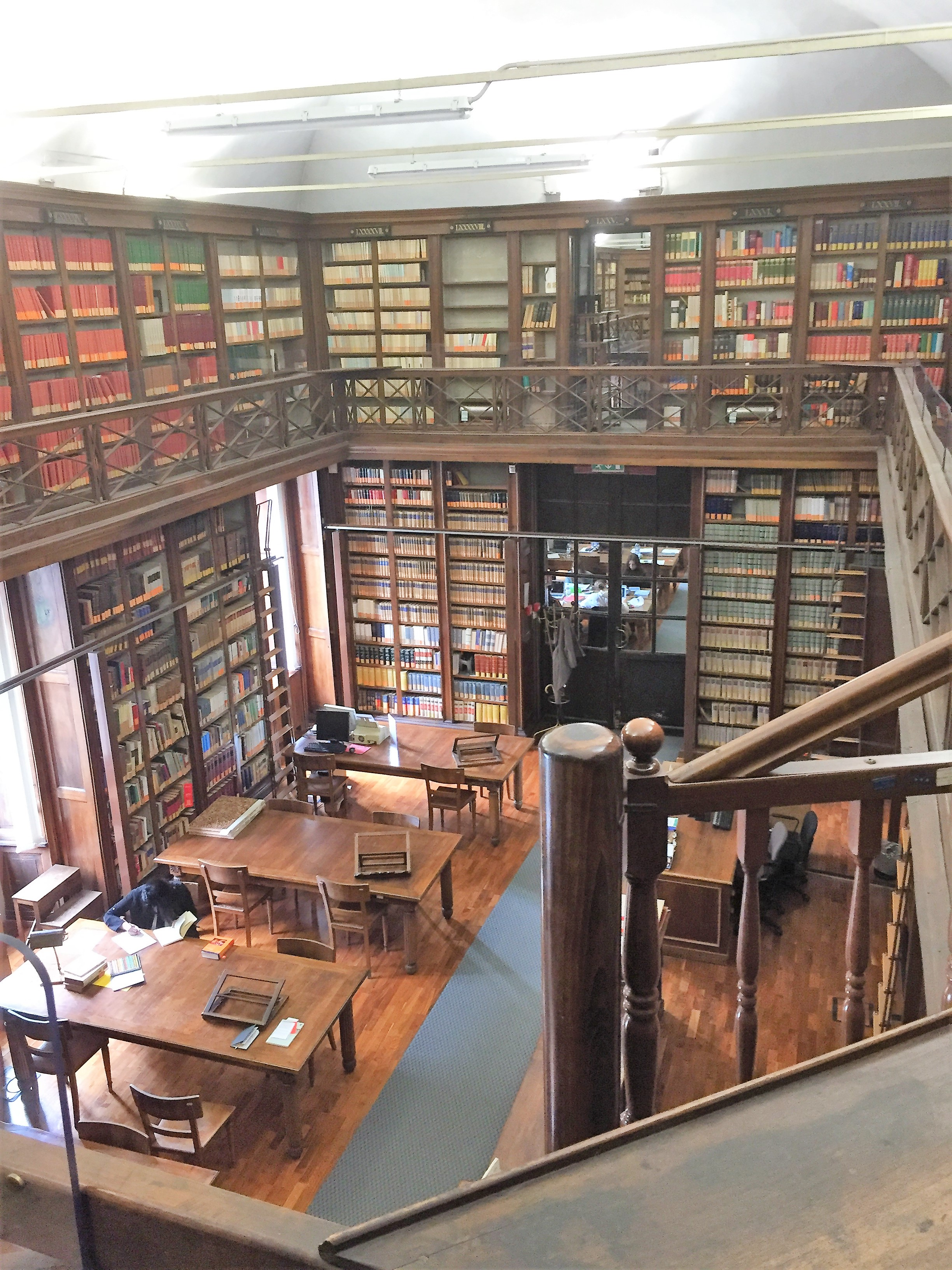
La sala Riservata (1820- 1830)

Nel 1826, Giuseppe Frank, docente di Medicina presso l’ateneo dal 1785 al 1796, non solo dispose che le proprie sostanze fossero devolute all’università per l’acquisto di testi di medicina e anatomia, ma donò alla biblioteca anche i suoi libri di medicina, il fondo Frank, formato da circa 1.000 volumi, principalmente di argomento medico, scritti in latino, italiano, tedesco, francese e inglese ed editi tra il 1682 e il 1842.
Alfonso Corradi (Bologna 1833- Pavia 1892), docente di Patologia presso le università di Modena, Palermo e Pavia e due volte rettore dell’ateneo pavese, si dedicò, tra i tanti suoi interessi, soprattutto allo studio della storia della medicina, raccogliendo oltre 10.000 volumi datati tra il XV e XIX secolo. Nel 1893 la biblioteca acquistò la sua collezione di libri, dando così vita al fondo Corradi, nel quale sono confluiti 4.000 testi di medicina, tra i quali si annoverano 19 incunaboli e 13.000 opuscoli, e 6.000 volumi e 6.000 opuscoli di argomento storico e letterario, 1.400 dei quali sono edizioni rare o dell’Accademia della Crusca.
Santo Garovaglio (Como 1805 – Pavia 1882) docente di Botanica presso l’ateneo pavese, dove fondò, primo in Italia, il Laboratorio di Botanica Crittogamica, divenuto poi Laboratorio Crittogamico Italiano, e introdusse la cattedra di Farmacia nelle Università italiane. Garovoglio, grande bibliofilo, fu anche direttore dell’Orto Botanico dal 1852 al 1882, al quale lasciò circa 6.000 volumi di botanica. Nel 1884 confluirono invece nella biblioteca 80 volumi (fondo Garovaglio), datati dal XV al XVII secolo, scelti tra quelli di maggior pregio e antichità tra quelli in possesso dello studioso, tra i quali il Tractatus de venenis di Pietro d’Abano, stampato a Padova da Leonardus Achates nel 1473, l'Herbarum di Otto Brunfels, edito a Strasburgo da Schotti nel 1532 e The herball or generall historie of plantes di John Gerardun, stampato Londra da Whitakers nel 1633.

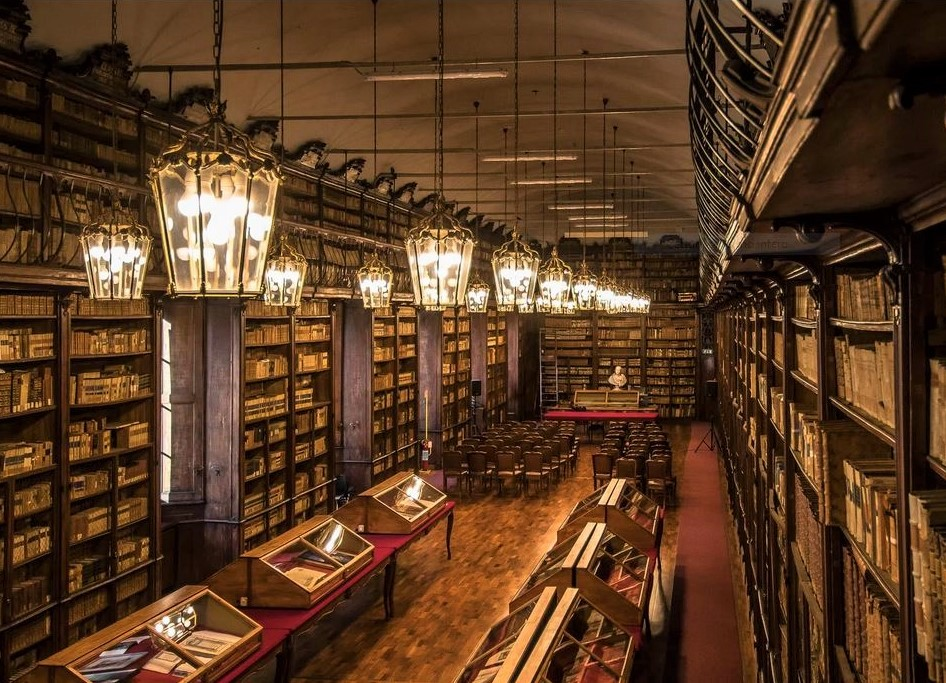
Il salone Teresiano

Il fondo Autografi fu costituito negli anni ’70 del Novecento ed è formato da circa 13.200 unità che coprono un arco cronologico che va dal XVII al XX secolo, molte delle quali riferite a docenti dell’ateo o a personaggi illustri di Pavia. Nel fondo si conservano non solo missive di Ugo Foscolo, Vincenzo Monti, Pietro Metastasio, Ippolito Pindemonte, Camillo Benso conte di Cavour e Lazzaro Spallanzani, ma anche un resoconto autografo di Giuseppe Garibaldi con il quale vengono illustrate alcune operazioni militari, navali e terrestri, effettuate da Garibaldi lungo la costa brasiliana tra il 1839 e il 1840.
Giuseppe Moretti (Roncaro 1782- 1853) dopo gli studi farmaceutici presso l'università di Pavia, divenne nel 1835 prefetto dell'Orto Botanico. Nel 1855 la biblioteca acquistò dai suoi eredi 100 opere (fondo Moretti), di esclusivo argomento botanico, di grande rarità, come la Flora graeca di John Sibthorp, in 10 volumi in folio, edita con una tiratura di soli 30 esemplari a Londra tra il 1806 e il 1840 o il volume di Giovanni Gussone, Plantae rariores quas in itinere per oras Jonii ac Adriatici maris et per regiones Samnii ac Aprutii collegit Joannes Gussone [...], stampato a Napoli nella Regia tipografia nel 1826.
Giuseppe Marchesi (Monza 1778- Pavia 1867) tenne la cattedra di Architettura presso l'università di Pavia dal 1804 fino al 1845 e rinnovò e progettò gran parte degli edifici universitari pavesi. Nel 1862 lasciò alla biblioteca gran parte dei suoi volumi, come pure donò un cospicuo lascito all'Istituto per i sordomuti di Pavia. il fondo Marchesi è formato da oltre 200 volumi, che coprono un arco cronologico che va dal XVI al XIX secolo, e trattano esclusivamente di architettura militare e civile, alcuni di essi sono molto rari, come il De architectura di Vitruvio Pollione, edito a Venezia da Giovanni Tacuino nel 1511 o le Oeuvres militaires di Sebastién Vauban Le Prestre edito a Parigi nel 1736 in tre volumi in folio con disegni a mano.
Il fondo Pergamene fu formato alla fine del XIX secolo grazie soprattutto alle pergamene donate, tra il 1826 e il 1861, da due storici pavesi: Giuseppe Robolini (Pavia 1764- 1840) e Siro Comi (Pavia 1741 -1821). Il fondo è costituito da circa 800 pergamene, gli estremi cronologici sono il 1103 e il 1787, prevalentemente di area pavese o lombarda.
Il fondo Marinetti fu donato, tra il 1913 e il 1916, da Filippo Tommaso Marinetti (Alessandria d’Egitto 1876- Bellagio 1944). Esso è formato da 42 manifesti futuristi, opere dello stesso Marinetti (tra i quali sette sue prime edizioni) e testi di altri poeti aderenti al movimento, quali Luciano Folgore, Paolo Buzzi, Giovanni Papini, Aldo Palazzeschi e Corrado Govoni.

## Curiosità

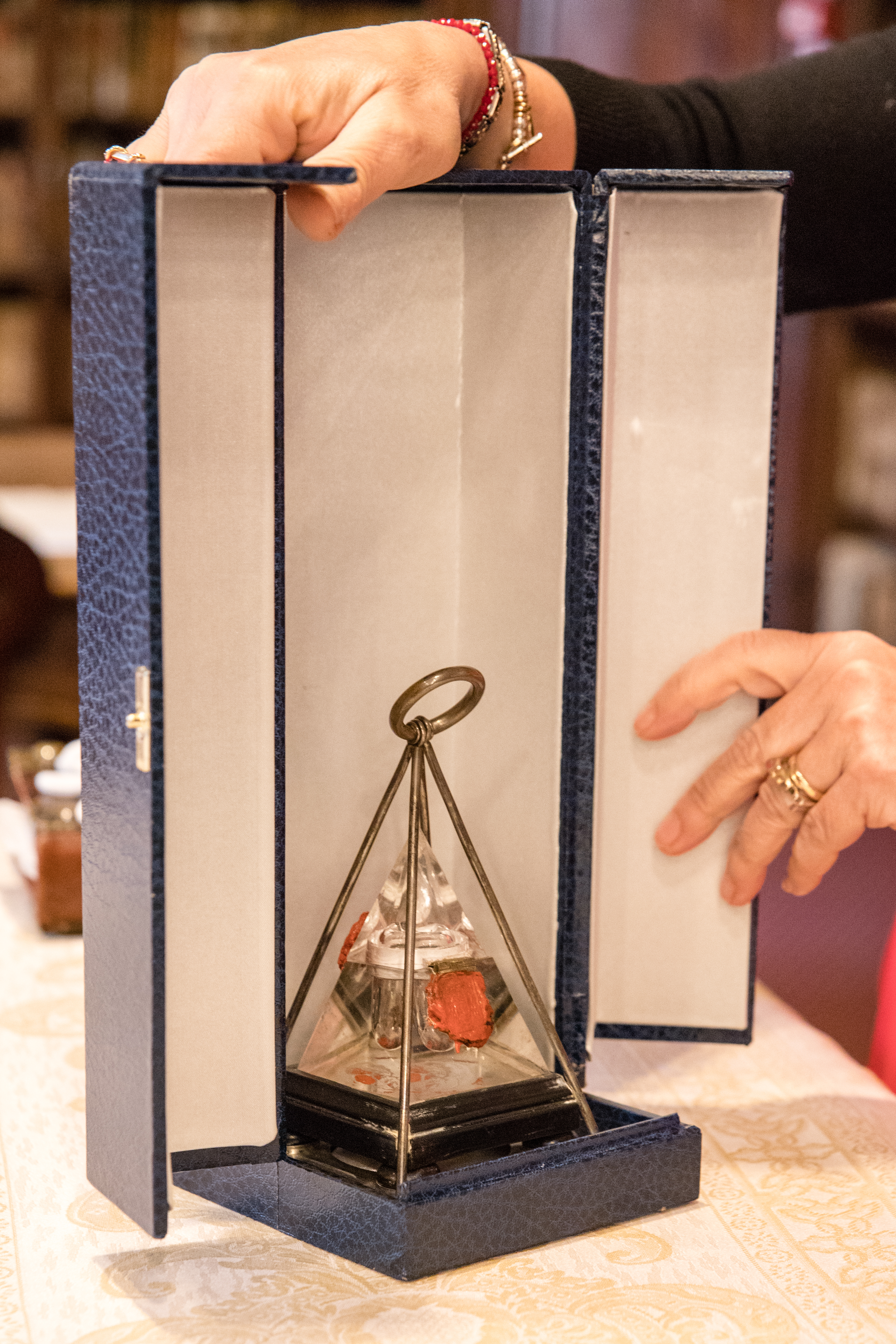
La teca contenente alcune ossa di Cristoforo Colombo

Una teca, a forma di piramide, conservata nella cassaforte della biblioteca conserva alcuni frammenti delle ossa di Cristoforo Colombo. Colombo morì a Valladolid nel 1506.  Tra il 1537 e il 1559, il suo corpo fu trasportato (insieme a quello del figlio Diego) a Santo Domingo, rispettando quindi quando Colombo aveva dettato nel proprio testamento. Nel 1795, quando l’isola fu occupata dai francesi, i resti di Colombo vennero portati a L’Avana e sepolti nella cattedrale per poi, nel 1898, ritornare in Spagna a Siviglia. Tuttavia, nel 1877, durante alcuni di restauri della cattedrale di Santo Domingo, venne alla luce una cassa, che conteneva resti umani, sul cui coperchi vi era la scritta «Cristobal Colon». Secondo gran parte degli storici (non spagnoli) le ossa che finirono prima a Cuba e poi a Siviglia furono quindi quelle del figlio Diego, mentre i resti di Cristoforo Colombo non abbandonarono mai Santo Domingo. Nel 1880, il nunzio apostolico a Santo Domingo raccolse alcune ossa di Cristoforo Colombo e le donò alla biblioteca, perché si credeva, come riferito dal figlio Ferdinando, che Colombo avesse studiato presso l’ateneo pavese. In realtà, tolta la testimonianza del figlio, non si sono mai reperiti documenti che possano provare la presenza di Colombo a Pavia. Nel 2007 le ossa sono state studiate dalla genetista Natalia Lugli e confrontate con il Dna di 100 individui di sesso maschile, originari del Piemonte, Liguria e Lombardia e che avevano il cognome Colombo. Le analisi e i raffronti sembrerebbero indicare che le ossa conservate a Pavia effettivamente apparterrebbero a un uomo vissuto tra XV e XVI secolo, sicuramente di origine italiana e molto probabilmente lombarda.